# Obraz Matki Bożej Różańcowej w Kozińcu
Matka Boża Różańcowa w Kozińcu – XIX wieczny obraz znajdujący się na ołtarzu głównym kaplicy w Kozińcu.

## Historia
Obraz został namalowany przed 1818, przez nieznanego malarza. Pierwotnie znajdował się w pierwszej drewnianej kaplicy wzniesionej w 1818. W 1880 obraz został przeniesiony do nowej murowanej kaplicy fundacji gminnego pisarza Józefa Brędzy wzniesionej na miejscu starej, 6 października 1883 podczas pierwszej mszy świętej w nowej kaplicy obraz otrzymał ozdobną suknię, fundacji fundatora kaplicy (nie wiadomo co się z nią stało), także nowy ołtarz. W tym samym roku został napisany list do ojca świętego, lecz nie wiadomo, czy kuria go wysłała, w liście był wspomniany obraz w części zdania prośby o nadania opustu zupełnego dla kaplicy, opisującego reszty wyposażenie kaplicy słowami: „Reszta rzeczy i przyborów znajduje się w tejże kaplicy, a ponieważ już dekretem udzielonym 3 X 1883r. odprawowały się w tejże msze święte przez 10 lat, niżej podpisani gospodarze całej wsi Koziniec, upraszają najpokorniej Waszą Świętobliwość-Ojcze Święty o nadanie odpustu zupełnego tejże kaplicy w jesiennej porze, w której się znajduje obraz Królowe Niebios Matki naszej Częstochowskiej na tem miejscu w ołtarzu z dawniejszej malutkiej kapliczki blisko temu 70 lat, ten sam przy którym pokorne modły wznoszone były, więc i my nadal tego zapomnieć nie chcemy”. W 1938 miejscowy stolarz Jan Kapłon wykonał nowy drewniany ołtarz (istniejący do dziś), a został poświęcony 29 października 1938 roku. Kaplicę w 1959 odwiedził biskup Karol Wojtyła na wizytacji w parafii św. Wojciecha w Mucharzu. Z powodu niemieszczenia się, mieszkańcy w 1980 i 1991 przebudowali kaplicę, w tym obraz był przemieszczany. W 2008 obraz, ołtarz i kaplicę, na zlecenie proboszcza Janusza Żmudy, oddano renowacji (zmieniając kolorystykę ołtarza, za radą renowatora zasłonięto oryginalną ramę, w której były umieszczone żarówki dokoła obrazu).

## Opis
Obraz przedstawia Maryję siedzącą na tronie z Dzieciątkiem Jezus na kolanach. U jej stóp po lewej stronie klęczy św. Dominik, a po prawej św. Katarzyna ze Sieny. Maryja lewą ręką przytrzymuje małego Jezusa, a prawą ręką podaje różaniec świętemu Dominikowi. Jezus podaje różaniec świętej Katarzynie ze Sieny Wokół głowy Matki Bożej znajduje się krąg 12 gwiazd. Postacie Matki Bożej wraz z Jezusem siedzi na wielkim drewnianym tronie. Tło w kolorach ciemnego brązu. Obraz mieści się w drewnianym złoconym ołtarzu, po obu stronach ołtarza znajdują się stare drewniany figury z pierwotnego ołtarza (z lewej strony w czerwonej szacie święty Piotr, a z prawej strony w niebieskiej szacie święty Paweł. Pod obrazem znajduje się tabernakulum fundacji byłego proboszcza (teraz prałat) Jana Marcisza z Mucharza, na nim drewniany krzyż z pierwotnego ołtarza, a po obu stronach tabernakulum znajduje się dwie drewniane figury nieznanych biskupów, także z pierwotnego ołtarza.

## Galeria

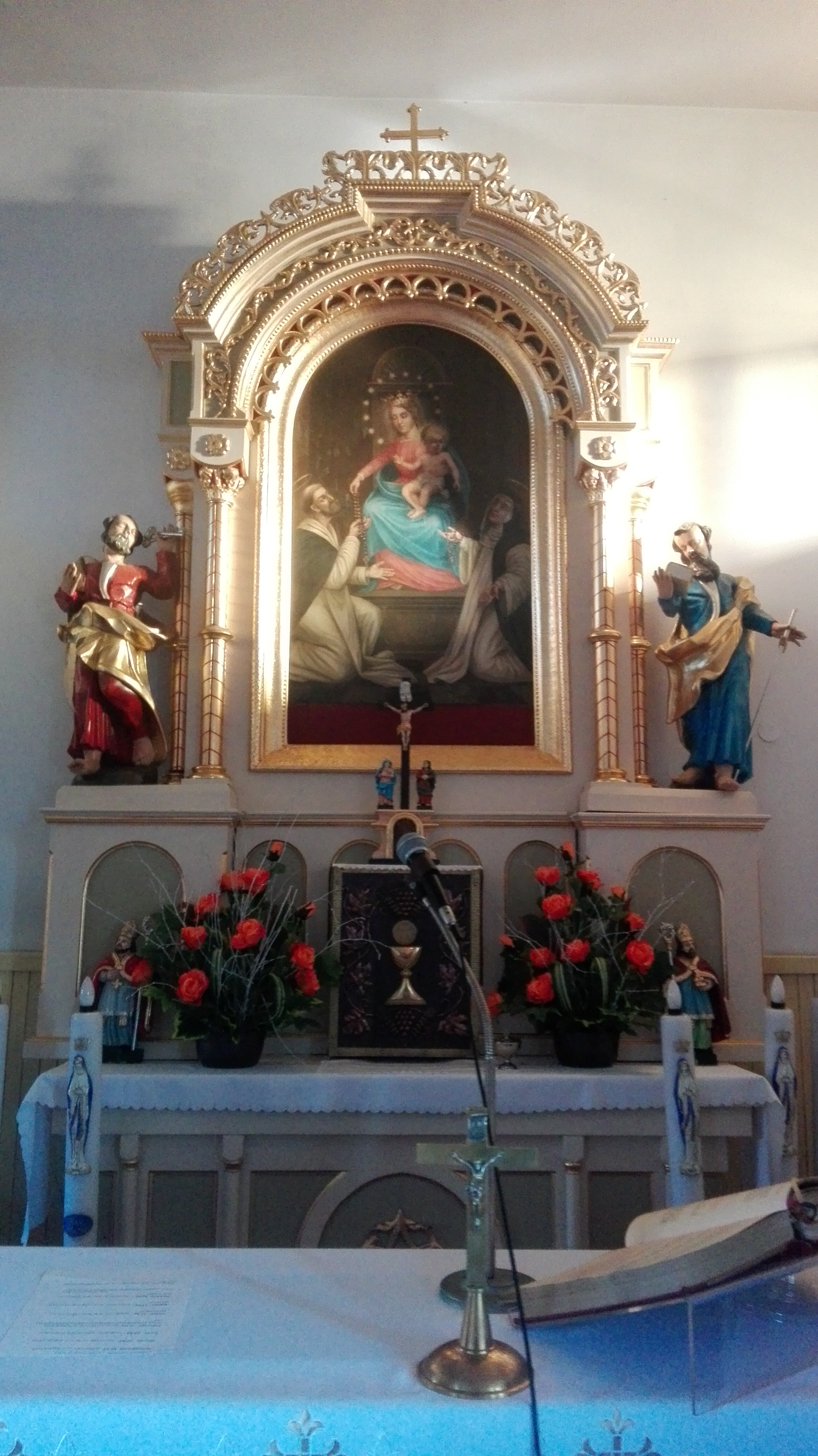
Ołtarz Jana Kapłona z 1938, w nim obraz Matki Bożej Różańcowej
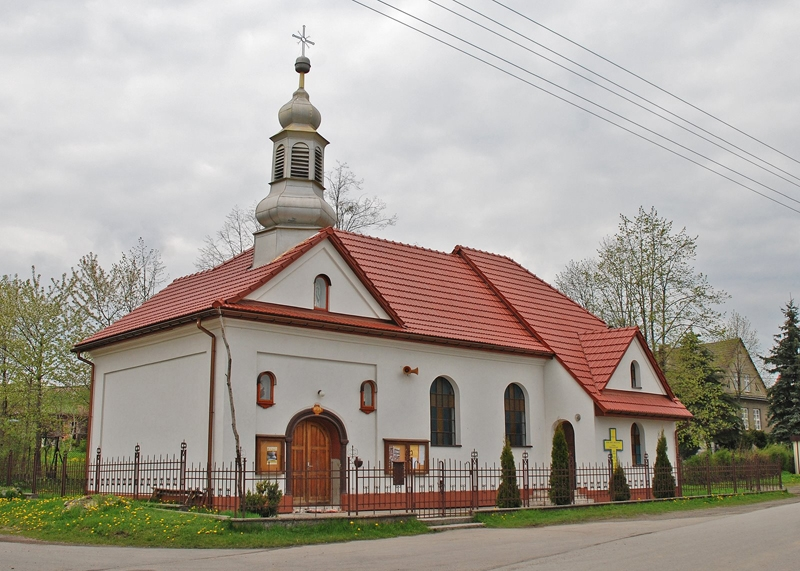
Kaplica w Kozińcu po przebudowie z 1980 i 1991